# مدل رشد سولو
مدل رشد سولو یا مدل رشد سولو - سوان یک مدل رشد اقتصادی با ویژگی‌های برونزا بودن، بلندمدت بودن و در چارچوب اقتصاد نئوکلاسیک است. مدل تلاش می‌کند رشد اقتصادی بلند مدت را با بررسی انباشت سرمایه، رشد جمعیت یا نیروی کار، و افزایش در بهره‌وری که به‌طور معمول پیشرفت فنی شناخته می‌شود توضیح دهد. هستهٔ اصلی این مدل تابع تولید تراکمی نئوکلاسیک کاب داگلاس است، که این امر ارتباط با مبانی اقتصاد خرد را فراهم می‌کند. مدل سولو - سوان یک سیستم غیر خطی است که شامل یک معادله دیفرانسیل معمولی است که مدل تکامل سرانه سرمایه است. این مدل به‌طور مستقل توسط دانشمندان رابرت سولو و تریور سوان در سال ۱۹۵۶ توسعه یافته، و جایگزین مدل پسا کینزینی هارود - دومار شد. به دلیل ویژگی‌های جذاب آن، این مدل نقطهٔ شروع مناسبی شد برای بسط‌ها و توسعه‌های متنوع دیگر. به عنوان مثال، در سال ۱۹۶۵، دیوید کاس و تیالینگ کوپمانس تحلیل فرانک رمسی از بهینه‌یابی مصرف‌کننده را کامل کرده، در نتیجه نرخ پس‌انداز را درونزا کردند -- مدل رمسی-کس-کوپمانس را مشاهده کنید.
مدل نئوکلاسیک، توسعه مدل هارود - دومار بود که شامل اصطلاح جدید رشد بهره‌وری شد. سهم قابل توجهی در این مدل از کار انجام شده توسط سولو و سوان در سال ۱۹۵۶ بود که به‌طور مستقل مدل‌های رشد نسبتاً ساده را توسعه داد. مدل سولو داده‌های موجود در رشد اقتصادی ایالات متحده با برخی از موفقیت‌ها را دربرداشت. در سال ۱۹۸۷ سولو جایزه نوبل اقتصاد را دریافت کرد. امروزه اقتصاد دانان از منابع رشد حسابداری سولو برای برآورد اثرات جداگانه‌ای بر رشد اقتصادی تغییرات تکنولوژیکی، سرمایه و کار استفاده می‌کنند. سولو مدل هارود – دومار را با اضافه کردن کار به عنوان یک عامل تولید و نسبت سرمایه - خروجی گسترش داد. این پالایش‌ها اجازه می‌دهد تا شدت سرمایه را از پیشرفت تکنولوژی متمایز کند. سولو عملکرد تولید نسبتاً ثابت را به عنوان یک فرض مهم برای بی‌ثباتی در مدل هارود – دومار می‌بیند. کار خود او با بررسی مفاهیم مشخصات جایگزین، یعنی کاب. داگلاس، و انعطاف‌پذیری ثابت تر جایگزینی، گسترش میابد. یک انتقاد مرکزی این است که بخش اصلی مدل هارود - دومار عمدتاً به رشد اقتصادی مربوط نیست و به‌طور صریح از عملکرد تولید نسبتاً ثابت استفاده نمی‌کند.

## مفاهیم کوتاه مدت
در کوتاه مدت رشد به وسیله حرکت به حالت پایدار جدید که تنها از تغییرات سرمایه‌گذاری، رشد نیروی کار و استهلاک ایجاد می‌شود، تعیین می‌شود. تغییر در سرمایه از تغییر در نرخ پس‌انداز است.

## مفاهیم بلند مدت
مدل استاندارد سولو پیش‌بینی می‌کند که در بلند مدت اقتصادها به حالت تعادل پایدار خود نزدیک می‌شوند و رشد دائمی تنها از طریق پیشرفت تکنولوژیکی قابل دست یابی است. هر دو تغییر در پس‌انداز و در رشد جمعیت باعث اثرات سطحی در بلند مدت (یعنی ارزش مطلق درآمد واقعی سرانه) می‌شود.
یک نتیجه جالب از مدل سولو این است که کشورهای فقیر باید سریعتر رشد کنند و در نهایت به کشورهای ثروتمندتر برسند. تفاوت در درآمد واقعی ممکن است کاهش یابد، زیرا کشورهای فقیر تکنولوژی و اطلاعات بهتر را دریافت می‌کنند.

## فرض‌های مدل
فرضیه اصلی مدل رشد نئوکلاسیک این است که سرمایه به کاهش درآمد در یک اقتصاد بسته بستگی دارد.
← با توجه به سهام ثابت کار، تأثیر بر خروجی آخرین واحد سرمایه انباشته شده همیشه کمتر از قبل خواهد بود.
← فرض بر ساده بودن بدون پیشرفت تکنولوژیک و رشد نیروی کار، کاهش درآمدها نشان می‌دهد که در برخی موارد مقدار سرمایه جدید تولید شده فقط به اندازه کافی برای پرداخت میزان سرمایه‌ای که از دست رفته به دلیل استهلاک صرف شده‌است، می‌شود. در این مرحله، به دلیل فرضیه‌های پیشرفت تکنولوژیکی یا رشد نیروی کار، می‌توانیم ببینیم که اقتصاد رشد می‌کند.
←فرض بر این که نرخ غیرقطعی رشد کار پیچیده‌است، ولی منطق پایه همچنان مورد استفاده قرار می‌گیرد. در کوتاه مدت، نرخ رشد به کاهش می‌رسد و بازده‌ها کاهش می‌یابد و اقتصاد همگرا به حالت پایدار ثابت "نرخ رشد (یعنی، هیچ رشد اقتصادی در سرانه).
←از جمله پیشرفت تکنولوژیکی غیر صفر بسیار شبیه به فرض رشد نیروی غیر صفر است که از لحاظ کار مؤثر است: حالت پایدار جدید با خروجی ثابت در هر ساعت کارگر مورد نیاز برای یک واحد خروجی به دست می‌آید. با این حال، در این مورد، تولید سرانه در نرخ پیشرفت تکنولوژیکی در «حالت پایدار» (یعنی میزان رشد بهره‌وری) رشد می‌کند.
←اقتصاد آن قدر بزرگ است که مزایای ناشی از تقسیم کار در آن به پایان رسیده‌است.
←سایر داده‌ها به جز سرمایه، کار و دانش نسبتاً کم‌اهمیت هستند. یعنی دسترسی به زمین و منابع طبیعی یک محدودیت عمده نیست.

## همگرایی محض
مدل سولو - سوان با افزایش سرمایه انسانی پیش‌بینی می‌کند که سطح درآمد کشورهای فقیر با افزایش سطح درآمد کشورهای ثروتمند در مقایسه با کشورهای فقیر، میزان پس‌انداز مشابهی را برای سرمایه فیزیکی و سرمایه انسانی به عنوان یک سهم دارند. خروجی، فرایند شناخته شده به عنوان همگرایی شرطی است. با این حال، نرخ پس‌انداز در کشورهای مختلف متفاوت است. به‌طور خاص، از آنجا که محدودیت‌های قابل توجه مالی برای سرمایه‌گذاری در مدارس وجود دارد، نرخ پس‌انداز سرمایه انسانی به عنوان عملکردی از ویژگی‌های فرهنگی و ایدئولوژیکی در هر کشور متفاوت است. از دهه ۱۹۵۰ تولید در کشورهای ثروتمند و فقیر به‌طور کلی همگرایی نداشته‌است، اما کشورهای فقیر که میزان پس‌انداز خود را به شدت افزایش داده‌اند، همگام سازی درآمد را که توسط مدل سولو - سوان پیش‌بینی شده‌است، تجربه کرده‌است. به عنوان مثال، تولید در ژاپن، کشوری که بعدها نسبتاً فقیر بود، به سطح کشورهای ثروتمند تبدیل شده‌است. ژاپن پس از افزایش نرخ پس‌انداز خود در دهه‌های ۱۹۵۰ و ۱۹۶۰ نرخ رشد بالا را تجربه کرد و از زمان افزایش نرخ پس‌انداز در سال ۱۹۷۰، به دلیل پیش‌بینی مدل، سرعت رشد تولید را تجربه کرده‌است.
سطوح درآمد سرانه در ایالت‌های جنوبی ایالات متحده به سطح در کشورهای شمال نزدیک شده‌اند. همگرایی مشاهده شده در این حالت‌ها هم با مفهوم همگرایی شرطی مطابقت دارد. آیا همگرایی مطلق بین کشورهای یا مناطق رخ می‌دهد بستگی به این دارد که آیا آن‌ها ویژگی‌های مشابه دارند، از قبیل:
سیاست آموزشی
ترتیبات سازمان یافته
بازارهای آزاد در داخل و سیاست‌های تجاری با کشورهای دیگر.
شواهد اضافی برای همگرایی مشروط از چند رگرسیون، رگرسیون‌های بین دو کشور آمده‌است. به نظر می‌رسد بهره‌وری جهانی از قرن نوزدهم نسبتاً پایدار شده‌است. تجزیه و تحلیل اقتصادسنجی در سنگاپور و دیگر کشورهای شرق آسیا نتایجی شگفت‌آور را به وجود آورده‌است که هرچند خروجی در هر کارگر افزایش یافته‌است، تقریباً هیچ‌یک از رشد سریع آن‌ها به دلیل افزایش بهره‌وری در سرانه نبوده‌است.

## تغییرات در اثرات بهره‌وری
در مدل سولو - سوان تغییر ناخواسته در رشد خروجی پس از حسابداری برای تأثیر انباشت سرمایه، به نام Solow Remaining نامیده می‌شود. این مقدار باقی مانده میزان افزایش بیرونی بهره‌وری کل عوامل (TFP) را در طی یک دوره زمانی خاص اندازه‌گیری می‌کند. افزایش TFP اغلب به‌طور کامل به پیشرفت تکنولوژیکی مربوط می‌شود، اما همچنین شامل هر گونه بهبود دائمی در کارایی که با عوامل تولید در طول زمان ترکیب می‌شود. رشد TFP به‌طور نامنظم شامل هر گونه بهبود بهره‌وری دائمی است که منجر به بهبود عملکرد مدیریت در بخش خصوصی یا عمومی اقتصاد می‌شود. به‌طور متناقض، اگرچه رشد TFP در مدل بی‌نظیر است، اما نمی‌توان آن را مشاهده کرد، بنابراین می‌توان آن را تنها در مقایسه با برآورد هم‌زمان تأثیر انباشت سرمایه بر رشد در یک دوره زمانی خاص تخمین زد.
این مدل را می‌توان با روش‌های مختلفی با استفاده از فرضیه‌های مختلف بهره‌وری یا معیارهای اندازه‌گیری متفاوت اصلاح کرد:
میانگین بهره‌وری کار (ALP) خروجی اقتصادی در هر ساعت کار است.
بهره‌وری مولتی فاکتور (MFP) خروجی تقسیم بر میانگین وزنی سرمایه و نیروی کار است. وزن‌های مورد استفاده معمولاً بر اساس مجموع سهم ورودی هر دو عامل به دست می‌آید. این نسبت اغلب نقل می‌شود: ۳۳ درصد بازگشت به سرمایه و ۶۷ درصد بازگشت به کار (در کشورهای غربی).
در یک اقتصاد رو به رشد، سرمایه سریعتر از مردم متولد می‌شود، بنابراین عملکرد رشد در زیر محاسبه MFP سریعتر از محاسبه ALP رشد می‌کند. از این رو، رشد MFP تقریباً همیشه کمتر از رشد ALP است. (بنابراین اندازه‌گیری در شرایط ALP، افزایش عمق سرمایه ظاهری را افزایش می‌دهد)

## ریاضیات مدل
متغیرهای اساسی مدل تولید، {\displaystyle Y} سرمایه، {\displaystyle K} نیروی کار، {\displaystyle L} و دانش، {\displaystyle A} بوده که به این صورت با هم در ارتباط هستند:
{\displaystyle Y(t)=F(K(t),A(t)L(t))}
طریقهٔ ترکیب A و L این تابع را بی‌طرف هارود، یا با پیشرفت فنی کار فزاینده می‌کند. با فرض دوم مدل می‌توانیم تابع تولید را به شکل زیر بنویسیم:
{\displaystyle F({\frac {K}{AL}},1)={\frac {1}{AL}}F(K,AL)}
{\displaystyle {\frac {K}{AL}}} مقدار سرمایهٔ سرانهٔ نیروی کار مؤثر و {\displaystyle {\frac {F(K,AL)}{AL}}={\frac {Y}{AL}}} تولید سرانهٔ نیروی کار مؤثر است. اگر {\displaystyle k={\frac {K}{AL}}} و {\displaystyle y={\frac {Y}{AL}}} و {\displaystyle f(k)=F(k,1)} را تعریف کنیم، خواهیم داشت:
{\displaystyle y=f(k)}

### تابع تولید کاب - داگلاس
{\displaystyle {\begin{aligned}F(K,AL)&=(cK)^{\alpha }(cAL)^{1-\alpha }\\&=c^{\alpha }c^{1-\alpha }K^{\alpha }(AL)^{1-\alpha }\\&=cF(K,AL)\end{aligned}}}
{\displaystyle f(k)=F({\frac {K}{AL}},1)=({\frac {K}{AL}})^{\alpha }=k^{\alpha }}
{\displaystyle {\begin{aligned}\;\Rightarrow \;&f'(k)=\alpha k^{\alpha -1}>0\\&f''(k)=-(1-\alpha )\alpha k^{\alpha -2}<0\end{aligned}}}

### تحول داده‌ها در تولید
{\displaystyle {\dot {L}}(t)=nL(t)}
{\displaystyle {\dot {A}}(t)=gA(t)}
که در اینجا {\displaystyle n} و {\displaystyle g} برونزا هستند. اصولاً نرخ رشد یک متغیر، نرخ نسبی تغییر آن است:
{\displaystyle {\dot {X}}={\frac {\operatorname {d} X(t)}{\operatorname {d} t}}}
{\displaystyle {\frac {\operatorname {d} lnX(t)}{\operatorname {d} t}}={\frac {\operatorname {d} ln(X(t)}{\operatorname {d} X(t)}}{\frac {\operatorname {d} X(t)}{\operatorname {d} t}}={\frac {1}{X(t)}}{\dot {X}}(t)={\frac {{\dot {X}}(t)}{X(t)}}}
{\displaystyle \;\Rightarrow \;{\begin{cases}{\frac {{\dot {L}}(t)}{L(t)}}=n\\{\frac {{\dot {A}}(t)}{A(t)}}=g\end{cases}}}
{\displaystyle \;\Rightarrow \;{\begin{cases}lnL(t)=[lnL(0)]+nt\;\Rightarrow \;L(t)=L(0)e^{nt}\\lnA(t)=[lnA(0)]+gt\;\Rightarrow \;A(t)=A(0)e^{gt}\end{cases}}}
و اما نرخ رشد سرمایه عبارت است از قسمتی از تولید که به سرمایه‌گذاری اختصاص می‌یابد منهای استهلاک سرمایه:
{\displaystyle {\dot {K}}(t)=sY(t)-\sigma K(t)}
که در آن {\displaystyle s} درصد سهم سرمایه‌گذاری از تولید یا همان نرخ پس‌انداز بوده و {\displaystyle \sigma } نرخ استهلاک سرمایه است. فرض می‌شود که {\displaystyle n}، {\displaystyle g} و {\displaystyle \sigma } نسبتاً کوچک بوده و مجموع آن‌ها مثبت است.

### ساده‌سازی‌های مدل
- تنها یک کالا در نظر گرفته شده‌است.
- دولت وجود ندارد.
- نوسانات در اشتغال در نظر گرفته نشده‌است.
- تابع تولید یک تابع کلان با تنها سه نهاده‌است.
- نرخ‌های پس‌انداز، استهلاک، رشد جمعیت، و پیشرفت فنی ثابت در نظر گرفته شده‌اند.

## پویایی‌های الگو

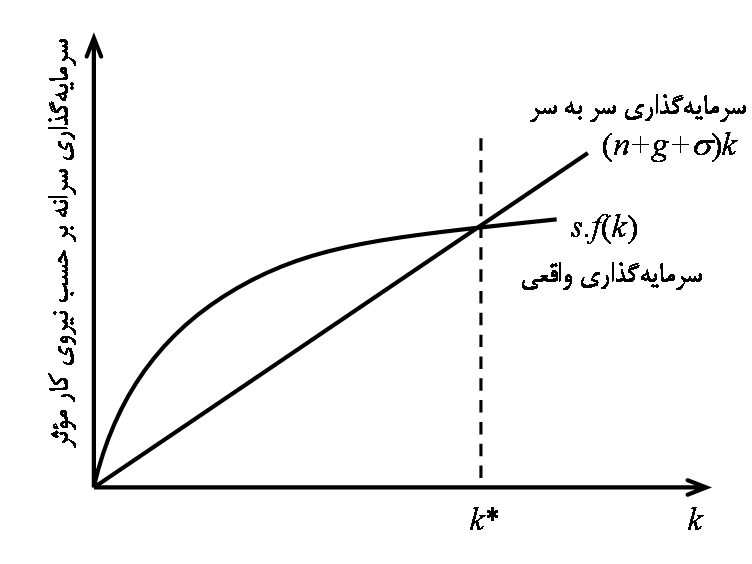
نمودار تقابل سرمایه‌گذاری واقعی و سرمایه‌گذاری سر به سر در مدل رشد سولو، به منظور به دست آوردن سرمایه بر حسب نیروی کار مؤثری که در آن نرخ رشد سرمایه بر حسب نیروی کار مؤثر صفر است.

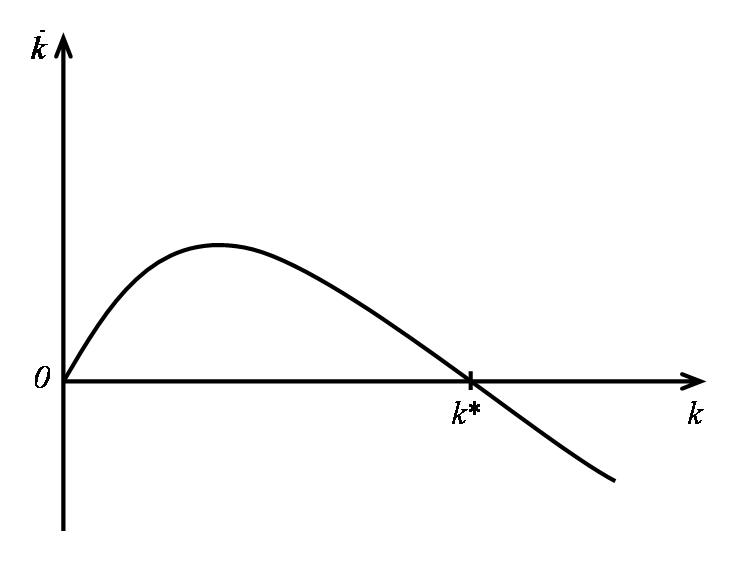
نمودار فازی سرمایه‌گذاری سرانهٔ نیروی کار مؤثر در الگوی رشد سولو.

طبق فرض تحولات نیروی کار و دانش برونزا در نظر گرفته شده‌است، پس به دنبال پویایی‌های {\displaystyle k} هستیم؛{\displaystyle k={\frac {K}{AL}}}
{\displaystyle {\begin{aligned}\;\Rightarrow \;{\dot {k}}(t)&={\frac {{\dot {K}}(t)}{A(t)L(t)}}-{\frac {K(t)}{[A(t)L(t)]^{2}}}[A(t){\dot {L}}(t)+L(t){\dot {A}}(t)]\\&={\frac {{\dot {K}}(t)}{A(t)L(t)}}-{\frac {K(t)}{A(t)L(t)}}{\frac {{\dot {L}}(t)}{L(t)}}-{\frac {K(t)}{A(t)L(t)}}{\frac {{\dot {A}}(t)}{A(t)}}\\&={\frac {sY(t)-\sigma K(t)}{A(t)L(t)}}-k(t)n-k(t)g\\&=s{\frac {Y(t)}{A(t)L(t)}}-\sigma k(t)-nk(t)-gk(t)\qquad ,\qquad f(k)={\frac {Y}{AL}}\end{aligned}}}
{\displaystyle \;\Rightarrow \;{\dot {k}}(t)=sf(k(t))-(n+g+\sigma )k(t)}
که این آخرین معادله، معادلهٔ اصلی الگوی سولو نام دارد. عبارت {\displaystyle sf(k(t))} سرمایه‌گذاری سرانه بر حسب نیروی کار مؤثر، و عبارت {\displaystyle (n+g+\sigma )k(t)} سرمایه‌گذاری سر به سر، یا مقدار سرمایه‌گذاری لازم برای نگهداشتن {\displaystyle k} در سطح جاری است.
در این نمودارها، {\displaystyle k} به سمت {\displaystyle k^{*}} همگرایی دارد.
در {\displaystyle k^{*}}:
- {\displaystyle L} و {\displaystyle A} با نرخ‌های {\displaystyle n} و {\displaystyle g} رشد می‌کنند.
- موجودی سرمایه {\displaystyle K} برابر {\displaystyle AL} می‌شود.
- {\displaystyle K} با نرخ {\displaystyle n+g} رشد می‌کند:
{\displaystyle {\frac {\dot {K}}{K}}=n+g}
- با فرض بازگشت به مقیاس ثابت {\displaystyle Y} نیز با نرخ {\displaystyle n+g} رشد می‌کند.
- سرانجام سرمایه و تولید سرانه {\displaystyle {\frac {K}{L}}} و {\displaystyle {\frac {Y}{L}}} با نرخ {\displaystyle g} رشد می‌کنند.
روی مسیر رشد متعادل، نرخ رشد تولید سرانه تنها به وسیلهٔ نرخ پیشرفت فنی معین می‌شود.